# VL飓风式战斗机
VL飓风式战斗机（芬蘭語：VL Pyörremyrsky）是第二次世界大战期间由芬兰国家飞机制造厂生产的战斗机，其设计者为托尔斯蒂·韦尔科拉；它的结构部件尽可能多地由木材制成，因为二战期间芬兰的木材供应情况良好（这与许多其他材料不同）。芬兰军方希望VL飓风式战斗机的性能可以与Bf 109G型相匹敌。VL飓风式战斗机曾被错误地称为“Puu-mersu”（意为木制梅塞施密特），但事实上VL飓风式战斗机只有发动机、螺旋桨和机炮与Bf 109战斗机相同。VL飓风式战斗机实际上是由芬兰自主设计的，其设计方案与Bf 109战斗机有很大不同。与Bf 109战斗机相比，VL飓风式战斗机的显著优势是起落架间距更宽，这使得后者的滑行、起飞和着陆更容易。虽然性能优秀，但VL飓风式战斗机进行首飞时战争已经结束了，最终它只生产了一架原型机。

## 发展历史

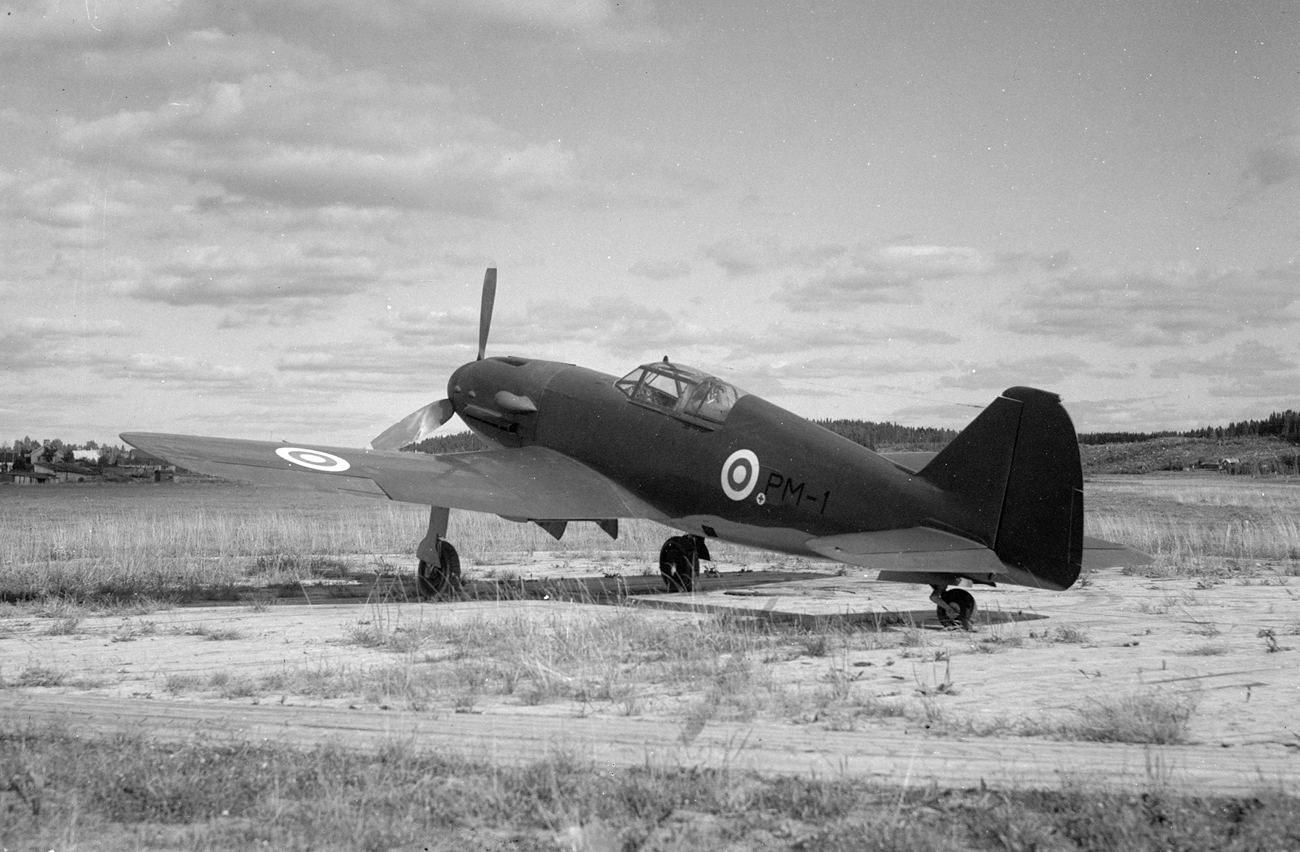
位于坦佩雷的原型机PM-1，拍摄于1945年9月。

1942年11月26日，芬兰空军下令生产两架VL飓风式战斗机原型机，并于1943年4月13日正式下达订单。这两架原型机必须在1944年5月准备就绪，其规格非常符合芬兰当时所取得的战果。后来，战局发生了很大的变化，以至于除了飓风之外，芬兰国家飞机制造厂还开始设计一种武器更轻、机翼更小的阵风（Puuska）“民间战斗机”。然而，VL阵风式战斗机仍处于设计阶段，VL飓风式战斗机的原型机得以继续生产。直到1944年9月苏芬签署莫斯科停战协定结束继续战争时，第一架原型机仍未完工，加之有必要优先考虑芬兰国家飞机制造厂的其它项目，因此第二架原型机的建造被推迟，以至于最后被取消。VL飓风式战斗机有时会被称为VMT飓风式战斗机，因为原型机生产期间芬兰国家飞机制造厂和其它工厂一同被芬兰国防部下令组建为国家金属工厂（Valtion Metallitehtaat）。
VL飓风式战斗机虽然没有参与继续战争，但芬兰军方想让它进入试飞阶段，显然是出于好奇，想知道它有着怎样的实际表现。原型机PM-1由试飞员埃斯科·哈尔梅（Esko Halme）于1945年11月21日在海尔迈莱区进行首次试飞。在第一次试飞进行25分钟后，整流罩上的一部分掉了下来，这导致发动机产生的废气进入了座舱，因此试飞员哈尔梅不得不降落，飞机上的氧气面罩救了他一命。在坦佩雷的试飞只进行了三次，第三次是1946年1月16日飞往库奥雷韦西的中转航班，共飞行了31次，到1947年总飞行时间为27小时。先后八名飞行员驾驶了这架飞机：埃斯科·哈尔梅、劳里·海迈莱宁（Lauri Hämäläinen）、埃尔基·伊塔沃里（Erkki Itävuori）、奥斯莫·考皮宁（Osmo Kauppinen）、拉塞·海金阿罗（Lasse Heikinaro）、马尔蒂·莱蒂宁（Martti Laitinen）、海基·凯索（Heikki Keso）和劳里·劳塔迈基（Lauri Lautamäki）。1947年7月22日，奥斯莫·考皮宁上尉从库奥雷韦西机场（Kuorevesi Airport）起飞，进行了最后一次时长20分钟的飞行。1953年4月1日，PM-1从芬兰空军中除籍，该原型机改为博物馆展出机，并于1970–1972年在坦佩雷机场进行了翻新。PM-1目前在芬兰空军博物馆中展出。
就飞行特性而言，VL飓风式战斗机几乎可以开始量产了，尽管需要调整机翼和方向舵并改善纵向稳定性。木结构对实战环境的适用性也受到质疑，因为胶合板接缝的耐用性和粘合剂质量差等问题导致木制VL风暴式战斗机在实际使用中无法经受住芬兰恶劣的气候，进而出现了许多问题。战争的结束导致VL飓风式战斗机的试飞计划被暂停，但瓦尔梅特维胡里教练用战斗机沿用了它的机翼轮廓。
VL飓风式战斗机的性能非常优秀，它比Bf 109G更灵活，爬升速度也比Bf 109更快，但最高时速不及Bf 109。Bf 109的主要问题——狭窄的起落架，在VL飓风式战斗机被向内关闭的起落架所取代，从而解决了场地适应性问题。

## 展出飞机

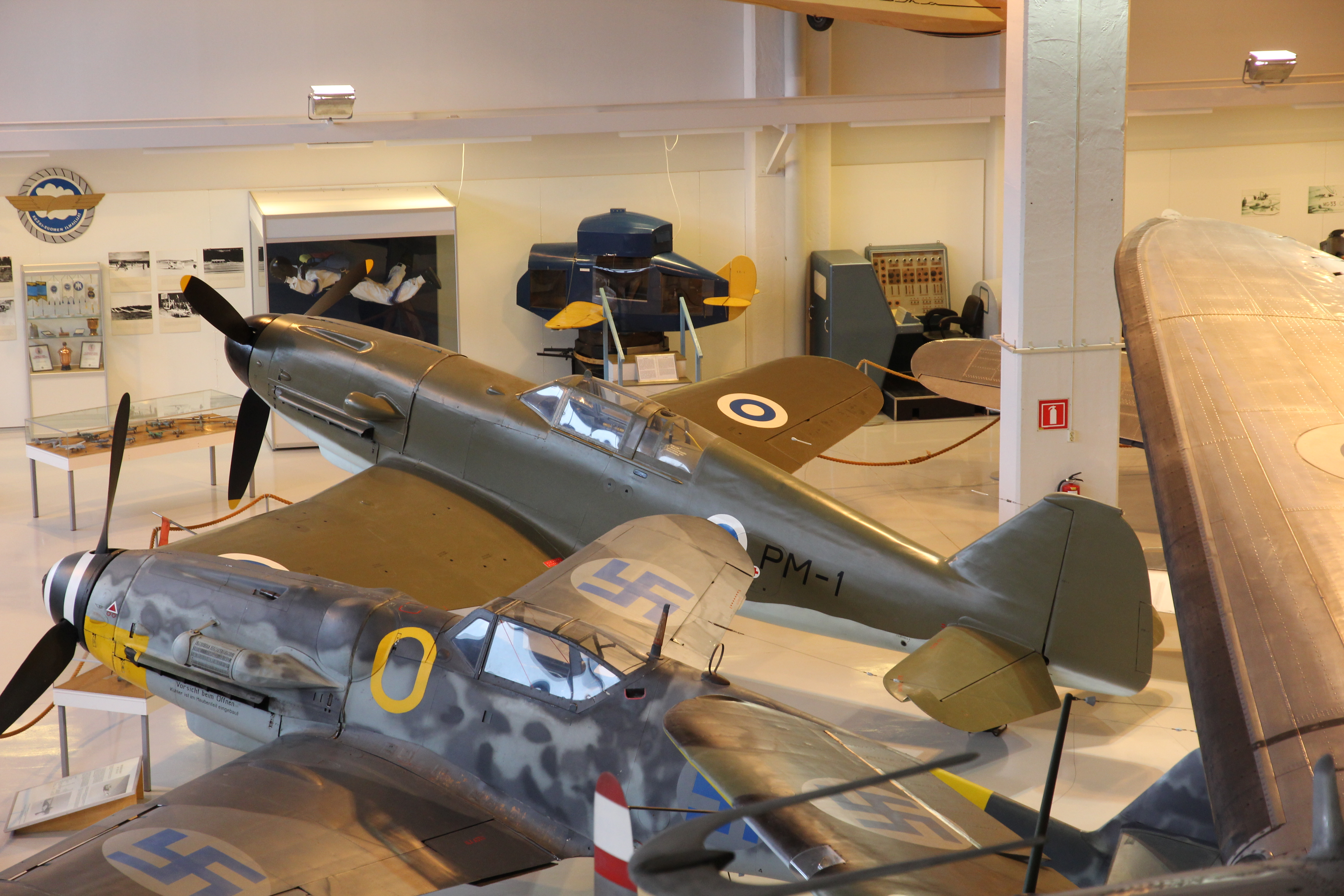
原型机与准备由VL飓风式战斗机替换的Bf 109G。

原型机PM-1目前在位于蒂卡科斯基的芬兰空军博物馆中展出。

## 规格
参考资料：Air Enthusiast 1971
基本信息
- 机组：1
- 長度：9.13米（29英尺11英寸）
- 翼展：10.38米（34英尺1英寸）
- 高度：3.89米（12英尺9英寸）
- 机翼面积：19平方（200平方英尺）
- 翼型：翼根：NACA 0019（英语：NACA airfoil）； 翼尖：NACA 23009（英语：NACA airfoil）[8]
- 空重：2,619（5,774磅）
- 最大起飛重量：3,310（7,297磅）
- 发动机：1台戴姆勒-奔驰DB 605ACV-12倒置液冷活塞发动机，1,100千瓦特（1,500匹馬力）
- 螺旋桨：三桨叶定速螺旋桨

性能
- 最大速度：620每小時（385英里每小時；335節）
- 升限：11,250（36,910英尺）
- 爬升率：18.5每秒（3,640英尺每分鐘）
- 翼载：174每平方（36磅每平方英尺）

武器

- 機槍：

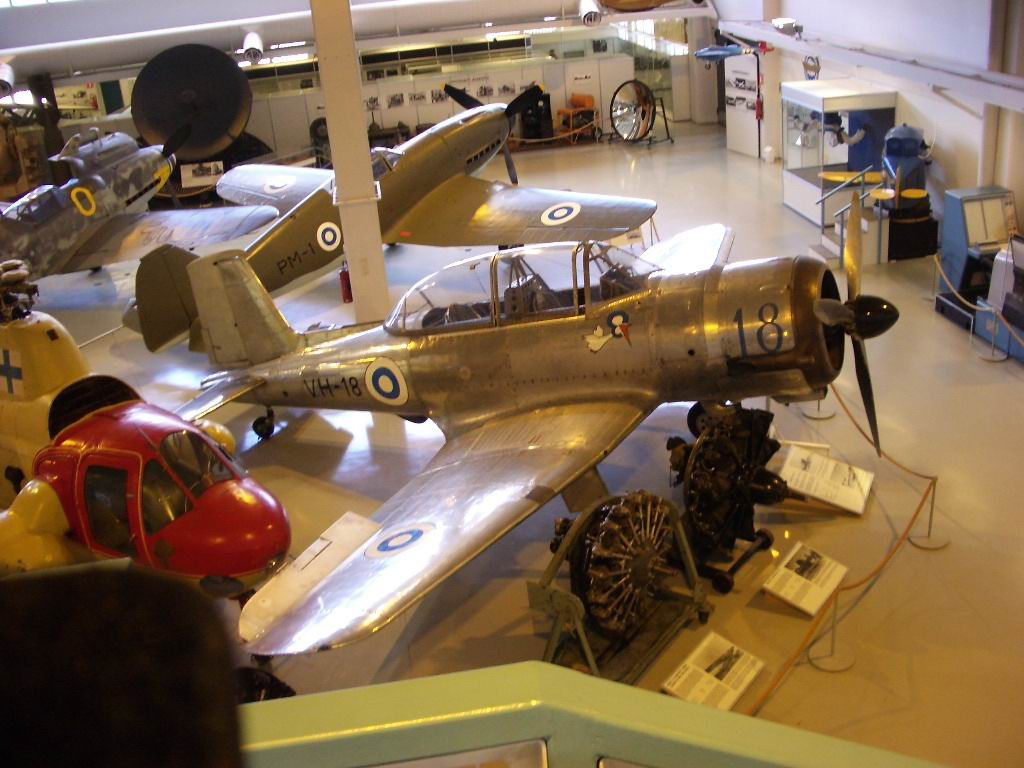
另一个视角下的VL飓风（在柱子后面的梅塞施密特Bf 109战斗机旁边），前景是瓦尔梅特维胡里教练用战斗机。

  - 2 × 12.7 mmLKk/42机枪（英语：Browning Aircraft Machine Gun - F.N. Caliber 13.2 mm），备弹量300发（有相关提议但并未在原型机上安装）
  - 1 × 20 mmMG 151/20机炮，备弹量200发（有相关提议但并未在原型机上安装）
- 炸彈：

  - 4 × 50 kg 炸弹
  - 4 × 100 kg炸弹

### 相关研发项目
- 瓦尔梅特维胡里教练用战斗机（英语：Valmet Vihuri）

### 定位、配置和时代具有可比性的飞机
- CAC CA-15战斗机（英语：CAC CA-15）

- P-60战斗机（英语：Curtiss P-60）

- G.55战斗机

- MC.205战斗机

- 飓风战斗机Mk III/IV

- MB 5战斗机（英语：Martin-Baker MB 5）

- Me 209战斗机

- Re.2005战斗机

- 喷火战斗机

- Yak-9战斗机